# Ivan Dratch
Pour les articles homonymes, voir Dratch.
Ivan Fedorovytch Dratch (en ukrainien : Іван Федорович Драч) est un poète et homme politique soviétique puis ukrainien, né le 17 octobre 1936 à Telijyntsi, dans oblast de Kiev, et mort le 19 juin 2018 à Kiev.

## Biographie
Membre du Parti communiste de l'Union soviétique de 1959 à 1990, Ivan Dratch est un des coorganisateurs du Mouvement populaire d'Ukraine. Après la chute de l'URSS, il devient député du Conseil suprême d'Ukraine (de 1990 à 1994 et de 1998 à 2006). Ivan Dratch a été élevé au rang de Héros de l'Ukraine, la plus haute distinction ukrainienne, en 2006.
Lauréat du prix national Taras-Chevtchenko en 1976 pour son recueil de poèmes La Racine et la Couronne (Корень и крона), il a reçu le prix d'État de l'URSS pour La Porte verte (Зелена брама) en 1983. Il a également signé le scénario de plusieurs films et s'est distingué comme critique littéraire.

## Recueils de poèmes
- Смерть Шевченко (La mort de Chevtchenko, 1962)
- Soniachnyk (Tournesol, 1962)
- Protuberantsi sertsia (Les Protubérances du cœur, 1965)
- Poeziï (Poèmes, 1967)
- Balady budniv (Ballades quotidiennes, 1967)
- Do djerel (Vers les sources, 1972)
- Korin’ i krona (La Racine et la Couronne, 1974)
- Kyïvs’ke nebo (Le ciel de Kiev, 1976)
- Duma pro vtchytelia (Le Duma sur le maître, 1977)
- Soniashnyi feniks (Le Phœnix du Soleil, 1978)
- Sontse i slovo (Le Soleil et la parole, 1979)
- Зелена брама (La Porte verte, 1980)
- Amerykans’kyi zochyt (Le Cahier américain, 1980)
- Dramatytchni poemy (Poèmes dramatiques, 1982)
- Kyïvs’kyi oberih (Une amulette de Kiev, 1983)
- Telijyntsi (1985)
- Khram sontsia (Le Temple du Soleil, 1988)
- Чернобыльская мадонна (Madone de Tchernobyl, 1988)
- Vohon’ iz popelu (Le feu vient des cendres, 1995)